# 잣소노우타
잡초의 노래(일본어: 雑草のうた 잣소 노 우타[*])는 Buono!의 통산 11번째 싱글이다. 2011년 2월 2일 발매했다. 유통사는 Zetima다.

## 개요
- 전작 「Our Songs」이래의 약 1년만의 신곡으로, Zetima 이적 후 첫 싱글.

## 수록곡
1. 잡초의 노래(雑草のうた)
(작사：이와사토 유호　작곡：이노우에 신지로우　편곡：이노우에 신지로우)
2. 라나웨이 트레인(ラナウェイトレイン)
(작사：이와사토 유호　작곡：AKIRASTAR 편곡：AKIRASTAR)
3. JUICY HE@RT
(작사：오노 리쿠　작곡：HA　편곡：도이 마사오)
BS JAPAN《볼링혁명 P★LEAGUE》의 이미지송
4. 잡초의 노래(雑草のうた) (Instrumental)
5. 라나웨이 트레인(ラナウェイトレイン) (Instrumental)
6. JUICY HE@RT (Instrumental)